# Trichopteryx lobulata
Trichopteryx lobulata är en fjärilsart som beskrevs av Jacob Hübner 1807/18. Trichopteryx lobulata ingår i släktet Trichopteryx och familjen mätare. Inga underarter finns listade i Catalogue of Life.